# Jaime Ardila Casamitjana
Jaime Ardila Casamitjana (Zapatoca, Santander; 12 de enero de 1919-Barcelona, 30 de enero de 2019) fue un periodista y escritor colombiano. Fue dueño del diario El Espacio.

## Biografía
Nacido en Zapatoca (Santander), se graduó en el Colegio de San Pedro Claver en 1936, y fundó una revista cultural llamada "Intenciones", que alcanzó 41 números. Renunció la dirección de la revista para emprender un viaje a Europa que le permitiría completar su formación intelectual y ser corresponsal del periódico bogotano El Tiempo. En 1941 se desempeñó como propietario y administrador de la Droguería Moderna.
Antes de incursionar en el mundo periodístico estuvo dedicado a la ganadería, actividad que desarrolló entre su departamento natal y Valledupar. En 1938, se vincula al diario Vanguardia Liberal en Bucaramanga, en reemplazo de Tomás Vargas Osorio, seguirá publicando artículos en El Tiempo hasta 1944. Fue nombrado miembro honorario del Centro de Historia de Santander. Se traslada a Bogotá en 1943 para realizar estudios de Derecho y Ciencias Sociales en la Universidad Nacional de Colombia.
En 1944 escribió su primera novela titulada: "Babel", y años más tarde, "Las manzanas del paraíso". En 1945, en su regreso a Bucaramanga, es nombrado director de la Cultura en Santander y se desempeñó como miembro del equipo de redacción de la Revista de Santander entre 1945 y 1946, y como director en 1946.
Reconocido en la vida cultural colombiana por haber sido dueño, el 21 de julio de 1965 de El Espacio, un periódico de tendencia sensacionalista, muy popular, ligado a las ideas del liberalismo, tuvo durante varias décadas una considerable circulación en Bogotá y fue la publicación de corte popular más destacada, la cual alcanzó a ser el segundo medio impreso de mayor circulación nacional. Falleció en Barcelona, España tras radicarse en sus últimos años.